# 察勒河
53°34′22″N 11°15′08″E / 53.57282°N 11.25213°E

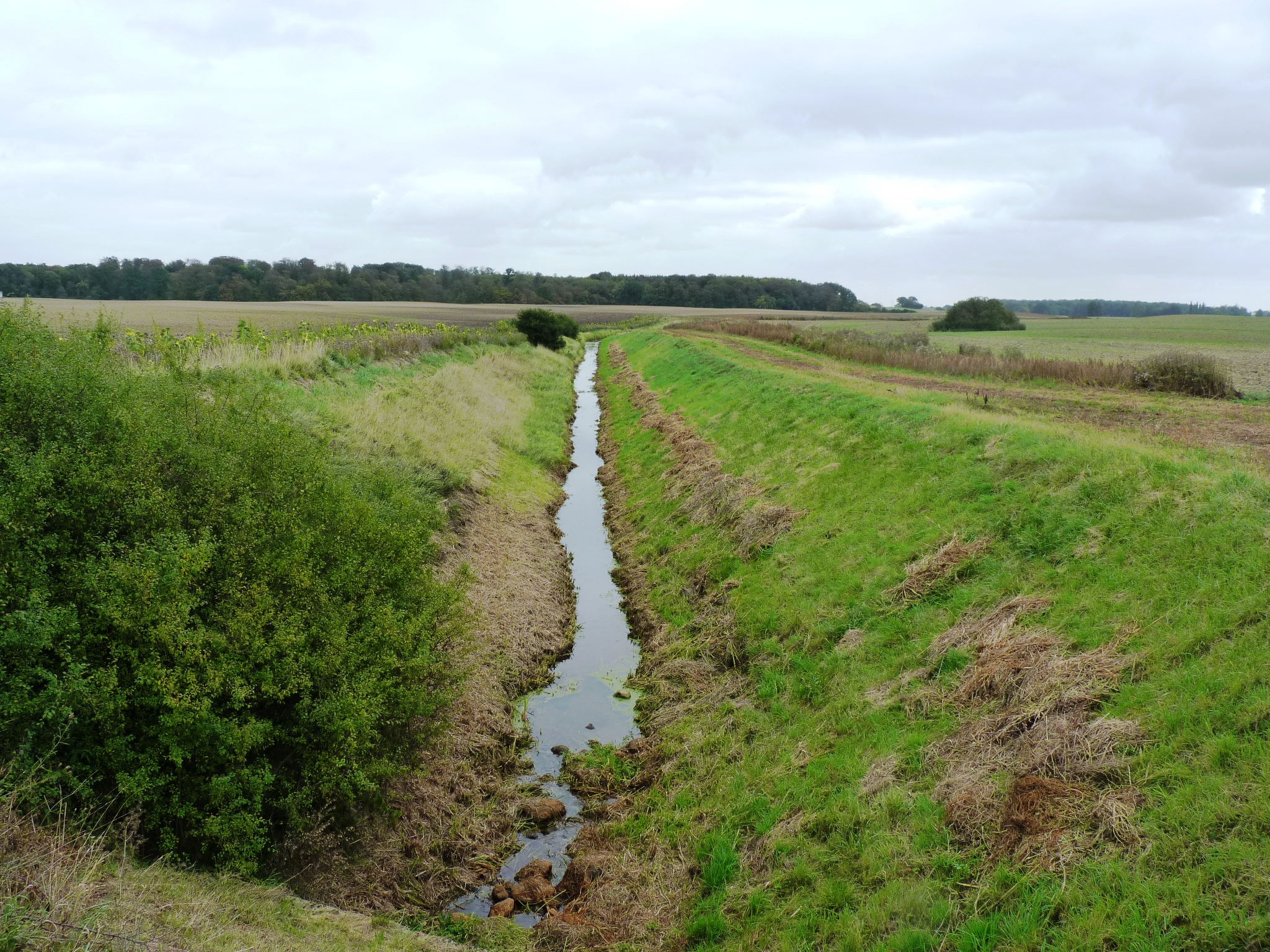
察勒河

察勒河（德語：Zare，發音：[ˈtsaːʁə]）是德國梅克倫堡-前波美拉尼亞州的河流，位於該國北部，屬於蘇德河的支流，河道全長11公里，河口處在迪默附近。